# Алатская даруга
Алатская даруга (тат.  Алат даругасы) — административно-территориальная единица (даруга) Казанского ханства (царства). Административный центр — город Алат.